# آلان كوكس
آلان كوكس Alan Cox (بالإنجليزية: Alan Cox) هو مبرمج حاسوب بريطاني ذو أثر كبير في تطوير نواة لينكس من بداياتها في 1991. حينما كان موظفاً في الحرم الجامعي في جامعة ويلز بسوانزي، قام بتنصيب نسخة مبكرة جداً من نظام تشغيل لينكس على جهاز من الأجهزة التي تنتمي لمجتمع كمبيوتر الجامعة. كان هذا واحداً من أولي تنصيبات لينكس على شبكة مشغولة، وقد كشف هذا الكثير من الأخطاء Bugs في شيفرة الشبكات. قام كوكس بإصلاح العديد من هذه الأخطاء وقام بإعادة كتابة الكثير من النظام التحتي للشبكات. حينها أصبح واحداً من أهم المطورين للنواة بأكملها.

## روابط خارجية
- آلان كوكس على موقع IMDb (الإنجليزية)
- آلان كوكس على موقع إن إن دي بي (الإنجليزية)
- آلان كوكس على موقع قاعدة بيانات الفيلم (الإنجليزية)